# Die Nonne, der Bergmann und der Schmied
Die Nonne, der Bergmann und der Schmied ist ein Märchen. Es stand in Ludwig Bechsteins Deutsches Märchenbuch nur in frühen Auflagen und stammt aus Moriz Haupts Zeitschrift für deutsches Alterthum von 1842 (Ein Märchen aus der Oberlausitz).

## Inhalt
Eine Nonne, ein Bergmann und ein Schmied finden Obdach in einem alten Schloss. Am ersten Tag soll die Nonne dableiben, am zweiten der Bergmann und dann der Schmied. Ein graues Männchen kommt, will sich erst wärmen, isst alles auf und verhaut die Nonne. Am nächsten Tag hat es zwei Köpfe und verhaut den Bergmann. Erst der Schmied haut ihm zwei seiner drei Köpfe ab und verfolgt es zu einer Eisentür. Dahinter finden sie gemeinsam zwei nunmehr erlöste Königstöchter. Als der Schmied noch einen Hund erschlägt, der einen Schatz bewacht, ist auch der Prinz erlöst, der das Männchen war. Alle heiraten und leben froh.

## Herkunft
Bechstein nennt die Quelle, Haupts Zeitschrift für deutsches Alterthum 2. Er formuliert etwas neu: Das Männchen haut den Bergmann „braun und blau“, mit zwei abgeschlagenen Köpfen nimmt es „seinen dritten Kopf zwischen die Ohren“ und flieht. Die Handlung bleibt gleich. Die Brüder Grimm vergleichen in ihrer Anmerkung zu KHM 166 Der starke Hans solche Helden mit dem starken Siegfried. Dass der Erschlagene so aus Verwandlung erlöst wird, ist ein alter Zug. Vgl. dazu etwa KHM 129a Der Löwe und der Frosch.
Ähnliche Märchen: Bechsteins Das winzige, winzige Männlein, Grimms Dat Erdmänneken, Ulrich Jahns Volksmärchen aus Pommern und Rügen Nr. 18 Das Wolfskind, Nr. 19 Das Männchen Sonderbar.